# Redoble
Le redoble est une forme d'ornementation de type roulement, principalement utilisé dans la technique des instruments à percussion, mais aussi des instruments à cordes et en musique vocale.

## Usage
Il est par exemple utilisé en tant que rituel dans la musique afro-cubaine, comme variation d'un schéma rythmique particulier.
Il est aussi utilisé dans la musique vocale espagnole de la Renaissance ou dans des chansons traditionnelles chiliennes très anciennes.
Dans la musique de vihuela espagnole, on définit le redoble comme similaire au trémolo.
Dans les traditions de percussion cubaine et du Costa Rica, le terme est également utilisé pour désigner une caisse claire (snare drum en anglais).